# Quatre Llibres i Cinc Clàssics
Els Quatre Llibres i els Cinc Clàssics (en xinès: 四書五經; pinyin: Sìshū Wǔjīng) són textos clàssics xinesos que mostren els valors i les creences del confucianisme a la Xina. Els Quatre Llibres i Cinc Clàssics són el nom col·lectiu dels Quatre Llibres i els Cinc Clàssics (anteriors a la dinastia Qin), i són els clàssics més importants del confucianisme xinès.
Amb la creació dels exàmens imperials seria obligatòria la seva memorització per accedir a una plaça de funcionari. L'escriptura, recopilació o comentari dels Cinc Clàssics va ser atribuïda a Confuci.

## Els Quatre Llibres
Els Quatre Llibres (四 書; Sìshū) són textos clàssics xinesos que il·lustren els sistemes bàsics de les creences i els valors del confucianisme. Van ser seleccionats per Zhu Xi a la dinastia Song per servir d’introducció general al pensament confucià, i van ser, a les dinasties Ming i Qing, el nucli del currículum oficial per als exàmens de la funció pública. Els llibres són:

### Daxue(El Gran aprenentatge)
Originalment un capítol del Llibre dels ritus. Consisteix en un breu text principal atribuït a Confuci i en nou capítols de comentaris de Zengzi, un dels deixebles de Confuci. La seva importància queda il·lustrada pel pròleg de Zengzi que aquesta és la porta d’aprenentatge.
És significatiu perquè expressa molts temes de la filosofia i el pensament polític xinès i, per tant, ha tingut una gran influència tant en el pensament xinès clàssic com en el modern. El govern, l'autocultiu i la investigació de les coses estan relacionats.

### Zhong Yong(Doctrina del Terme Mig)
Un altre capítol del Llibre dels ritus, atribuït al net de Confuci, Zisi. L’objectiu d’aquest petit llibre de 33 capítols és demostrar la utilitat d’una manera daurada d’obtenir la virtut perfecta. Se centra en el Camí (道) prescrit per un mandat celestial no només per al governant, sinó per a tothom. Seguir aquestes instruccions celestials aprenent i ensenyant donarà lloc automàticament a una virtut confuciana. Com que el Cel ha establert quina és la manera de perfeccionar la virtut, no és tan difícil seguir els passos dels sants governants de l'antiguitat si se sap quin és el camí correcte.

### Lun Yu(Analectes de Confuci o Converses de Confuci)
Una recopilació de discursos de Confuci i els seus deixebles, així com les discussions que van mantenir. Des de l'època de Confuci, les Analectes han influït en gran manera en la filosofia i els valors morals de la Xina i, més tard, d'altres països de l'Àsia oriental. Els exàmens imperials, iniciats a la dinastia Sui i finalment abolits amb la fundació de la República de la Xina, van emfatitzar els estudis confucians i esperaven que els candidats citessin i apliquessin les paraules de Confuci en els seus assajos.

### Mengzi(El llibre de Menci)
Un recull de converses de l'erudit Menci amb reis del seu temps. En contrast amb els refranys de Confuci, curts i autosuficients, el llibre consta de llargs diàlegs amb una prosa extensa.

## Els Cinc Clàssics
Els cinc clàssics (五 經; Wǔjīng) és el corpus de llibres que el confucianisme utilitzava per als seus ensenyaments i eren els texts que tota persona cultivada havia de conèixer. Formen part del cànon tradicional confucià. Diversos dels textos ja eren destacats durant el període dels Regnes Combatents. Menci, el principal erudit confucià de l'època, considerava que els "Anals de primavera i tardor" eren igualment importants com les cròniques semi-llegendàries d'èpoques anteriors. Durant la dinastia Han occidental, que va adoptar el confucianisme com a ideologia oficial, aquests textos van passar a formar part del pla d'estudis patrocinat per l'Estat. Va ser durant aquest període que els textos es van començar a considerar junts com una col·lecció conjunta, i a anomenar-se col·lectivament els "cinc clàssics". Aquests llibres són:

### Shi Jing(Clàssic de la poesia)
Un recull de 305 poemes dividits en 160 cançons populars, 105 cançons festives cantades a les cerimònies de la cort i 40 himnes i elogis cantats en sacrificis a herois i esperits ancestrals de la casa reial.

### Shu Jing(Llibre de la història o dels documents)
Una col·lecció de documents i discursos presumptament escrits per governants i funcionaris del primer període Zhou i anteriors. És possiblement la narració xinesa més antiga i pot datar del segle vi aC. Inclou exemples de prosa xinesa primerenca.

### Li Ji(Llibre dels Ritus)
Descriu ritus antics, formes socials i cerimònies de cort. La versió estudiada avui és una versió reelaborada compilada per erudits al segle iii aC en lloc del text original, que es diu que va ser editat pel mateix Confuci.

### I Ching(Llibre de les mutacions o dels canvis)
El llibre conté un sistema d’endevinació comparable a la geomància occidental o al sistema Ifà d’Àfrica occidental. A les cultures occidentals i a l'Àsia oriental moderna, encara s'utilitza àmpliament per a aquest propòsit.

### Chun Qiu(Annals de primavera i tardor)
Un registre històric de l'Estat de Lu, estat natal de Confuci, entre el 722 i el 481 aC.

## Altres llibres
El Clàssic de la música de vegades es considera el sisè clàssic, però es va perdre a la crema dels llibres.
Fins al Han occidental, els autors solien llistar els clàssics en l’ordre Poemes-Documents-Ritus-Mutacions-Primavera i Tardor. Tanmateix, des del Han oriental l'ordre per defecte es va convertir en Mutacions-Documents-Poemes-Rituals-Primavera i Tardor.
Els autors i editors d'èpoques posteriors també s'han apropiat dels termes "Llibre" i "Clàssic" i els han aplicat irònicament a compendis centrats en temes clarament poc interessants. Alguns exemples inclouen el "Clàssic de la prostitució" (Piaojing 嫖 經) i "Un nou llibre per a frustrar estafes" de Zhang Yingyu (Dupian Xinshu 杜 騙 新書, cap al 1617), que es coneix col·loquialment com "El llibre de les estafes" o "El clàssic de les estafes".

## Autoria dels clàssics
Tradicionalment, es creia que el mateix Confuci havia compilat o editat els textos dels cinc clàssics. L'erudit Yao Hsin-chung permet que hi hagi bones raons per creure que els clàssics confucians van prendre forma en mans de Confuci, però que "no es pot donar res per descomptat en matèria de les primeres versions dels clàssics". Des de l'època de la dinastia Han occidental, continua Yao, la majoria dels erudits confucianistes creien que Confuci recol·lectava i editava els treballs anteriors, "fixant" així les versions dels escrits antics que es van convertir en els clàssics. Al segle xx, molts erudits xinesos encara mantenien aquesta tradició. L'erudit del nou confucianisme, Xiong Shili (1885–1968), per exemple, va afirmar que els sis clàssics eren les versions finals "arreglades" per Confuci durant la seva vellesa. Altres erudits tenien i tenen opinions diferents. L’Escola dels textos antics, per exemple, es basava en versions trobades a la dinastia Han que suposadament van sobreviure a la cremada dels llibres de la dinastia Qin, i els seus seguidors afirmaven que aquestes obres no havien estat editades per Confuci, sinó que havien sobreviscut directament de la dinastia Zhou.
Per raons molt diferents, principalment relacionades amb l'erudició textual moderna, un nombre més gran d’erudits del segle xx, tant a la Xina com en altres països, consideren que Confuci no tenia res a veure amb l'edició dels clàssics, i molt menys amb la seva redacció. Yao Hsin-chung creu que encara altres erudits tenen la visió "pragmàtica" que la història dels clàssics és llarga i que Confuci i els seus seguidors, tot i que no tenien intenció de crear un sistema de clàssics, "van contribuir a la seva formació". En qualsevol cas, és indiscutible que durant bona part dels darrers 2.000 anys es creia que Confuci va escriure o editar aquests clàssics.
Els esdeveniments més importants de la carrera textual d'aquests clàssics van ser l'adopció del confucianisme com a ortodoxia estatal a la dinastia Han, que va conduir a la seva preservació, i el "renaixement" del confucianisme a la dinastia Song, cosa que va fer que es convertís en la base de l’ortodòxia confuciana en el sistema d’examen imperial durant les següents dinasties. El savi neoconfucianista Zhu Xi (1130–1200) va corregir els textos dels Quatre Llibres i va escriure comentaris, les noves interpretacions dels quals van ser acceptades com si fossin de Confuci.